# Jocs Olímpics d'Hivern de 2006
Els Jocs Olímpics d'Hivern de 2006, oficialment XX Jocs Olímpics d'Hivern, es van disputar a la ciutat de Torí (Itàlia) entre els dies 10 i 26 de febrer de 2006. Hi participaren un total de 2.508 esportistes (1.548 homes i 960 dones) de 80 comitès nacionals que competiren en 7 esports i 84 especialitats.
Aquesta fou la tercera vegada que Itàlia organitzà un Jocs, després de la realització dels Jocs Olímpics d'Hivern de 1956 realitzats a Cortina d'Ampezzo i dels Jocs Olímpics d'Estiu de 1960 realitzats a Roma. El símbol dels Jocs correspon a una versió estilitzada de la Mole Antonelliana, el símbol arquitectònic de Torí, format per cristalls de gel que representen el cel, la neu i el progrés. Les mascotes van ser Neve, un floc de neu, i Gliz, una galleda de gel, mentre el tema oficial de l'esdeveniment va ser «Va'», interpretat per Claudio Baglioni.

## Antecedents

### Elecció

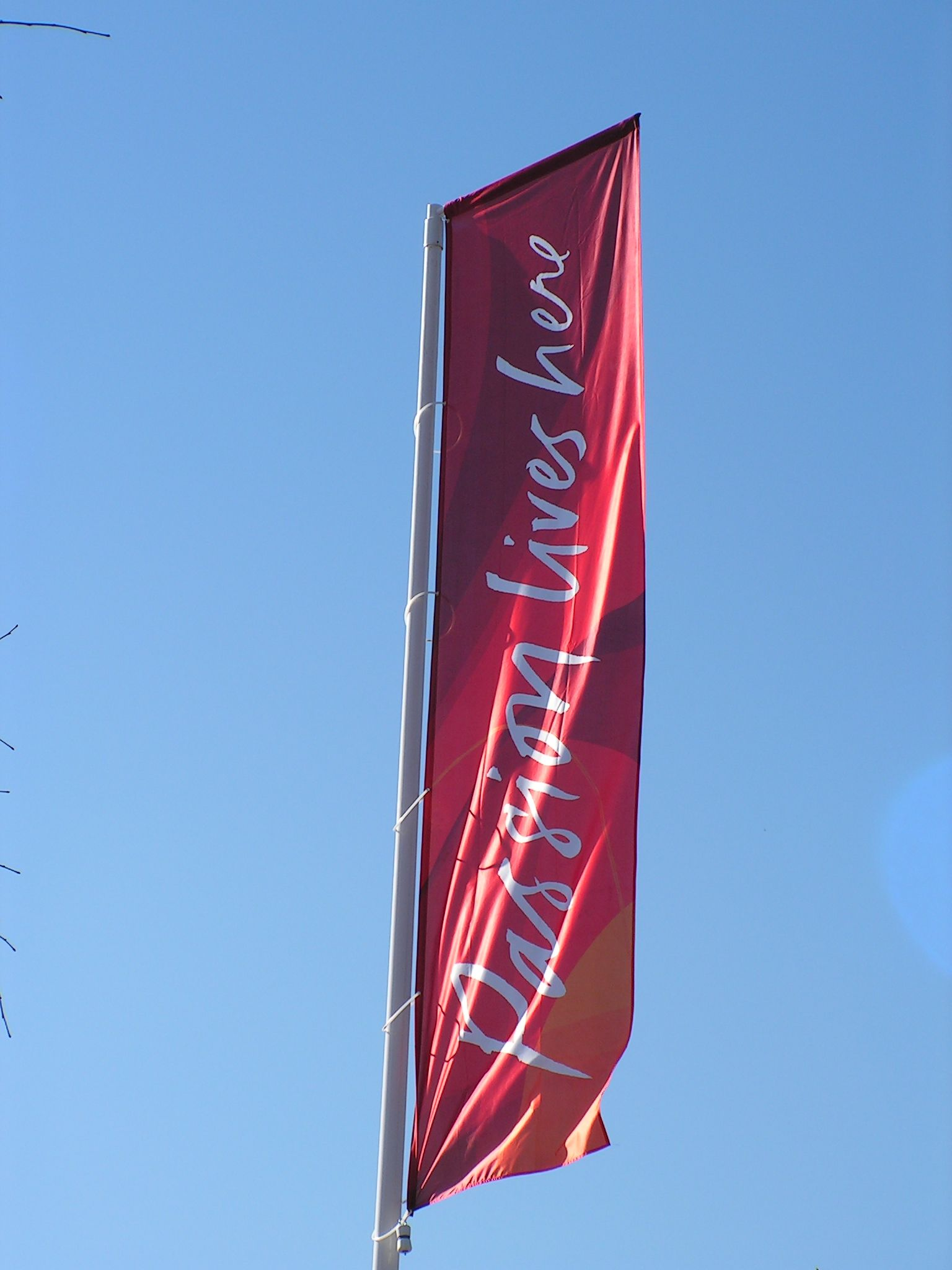
La passió viu aquí, lema de l'esdeveniment

Després de la derrota de Roma a la candidatura per allotjar els XXVIII Jocs Olímpics que finalment van recaure a Atenes, el Comitè Olímpic Italià es va abocar en la candidatura de la capital de Piemont perquè fos la seu dels Jocs Olímpics d'hivern de 2006. Un dels responsables de la candidatura fou el català Enric Truñó.
Al costat de Torí, les altres ciutats que van presentar candidatures van ser Klagenfurt (Àustria); Poprad-Tatry (Eslovàquia); Hèlsinki (Finlàndia); Zakopane (Polònia) i Sitten (Suïssa). Després dels escàndols succeïts durant l'elecció de la seu de Salt Lake City 2002, als membres del Comitè Olímpic Internacional se'ls va prohibir visitar les ciutats candidates i es va elegir un tribunal col·legiat que va ser el responsable d'avaluar les candidatures.
El dia 19 de juny de 1999 es va realitzar la 109a sessió del COI a Seül (Corea del Sud). Allà, totes les candidatures van fer la seva presentació final abans que el Tribunal emetés la seva decisió. Només es va seleccionar Torí i Sion per una ronda final oberta a tots els membres del Comitè Olímpic Internacional. Torí va ser, finalment, la ciutat escollida per allotjar els Jocs Olímpics el 1999 en derrotar per 53 vots contra 36 de la ciutat del cantó de Valais, malgrat que era aquesta última la favorita. Per a alguns entesos, l'elecció de Torí va ser un premi de consol després de la derrota de Roma en la candidatura per als Jocs Olímpics de 2004 i com a càstig a la conducta d'un dels membres del Comitè Olímpic Suís a l'escàndol de corrupció durant l'elecció de la seu dels Jocs de 2002.
| 109a Sessió del Comitè Olímpic Internacional 19 de juny de 1999, Seül, Corea del Sud |              |            |           |           |
| Ciutat                                                                               | Ciutat       | País       | Votació   | Votació   |
| Bandera d'Itàlia                                                                     | Torí         | Itàlia     | A favor   | 53        |
| Suïssa                                                                               | Sitten       | Suïssa     | A favor   | 36        |
| Finlàndia                                                                            | Hèlsinki     | Finlàndia  | En contra | En contra |
| Àustria                                                                              | Klagenfurt   | Àustria    | En contra | En contra |
| Eslovàquia                                                                           | Poprad-Tatry | Eslovàquia | En contra | En contra |
| Polònia                                                                              | Zakopane     | Polònia    | En contra | En contra |

### Organització

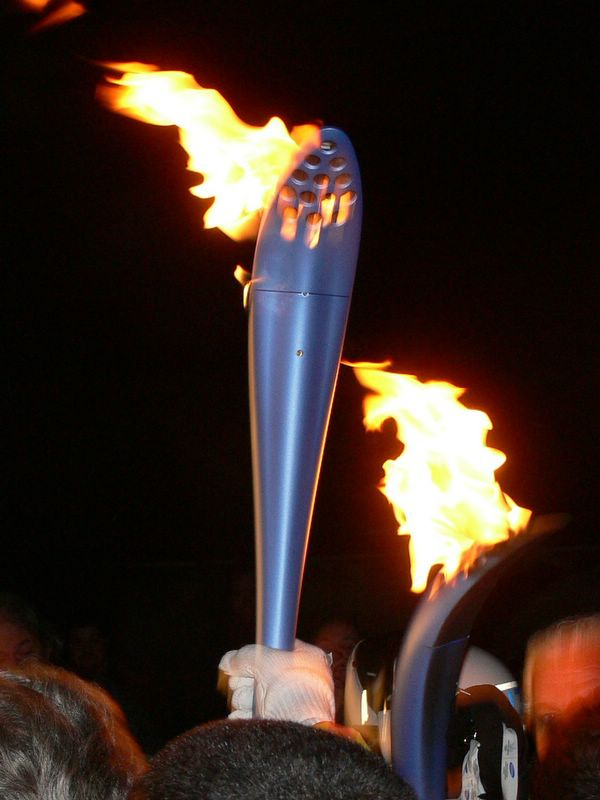
La torxa olímpica

Per a la realització d'aquest esdeveniment es va efectuar una gran modernització de la ciutat seu, millorant-ne considerablement la seva infraestructura, tant esportiva com en transports i telecomunicacions. L'antic Estadi Comunal de Torí es va sotmetre a una completa remodelació, mentre van haver de construir tres nous recintes esportius a la ciutat, tres viles olímpiques i un estadi a Torre Pellice. Els centres hivernals també van sofrir modificacions i es van establir noves pistes per al desenvolupament dels diferents esdeveniments olímpics.
El cost dels Jocs Olímpics va arribar als 1.700 milions d'euros, el que no estava previst pel TOROC (Comitè organitzador). A final de 2005, el TOROC estava amb un dèficit de 64 milions d'euros, que gairebé va dur que aquest es declarés en fallida, el que finalment es va ser impedir a causa d'un préstec lliurat pel govern italià. Una altra polèmica va ser el retard de la posada en marxa del Metro de Torí, una de les principals obres de construcció civil amb vista als Jocs Olímpics. Finalment, el servei es va inaugurar el 4 de febrer de 2006 en un curt tram de tretze estacions. A pesar dels greus problemes que va enfrontar l'organització, el públic italià va rebre els Jocs amb gran entusiasme. Exemple d'això és que més de 40.000 persones es van inscriure per participar com a voluntaris durant la realització dels Jocs, de les quals se'n va triar finalment només 20.000.
La torxa olímpica va començar el 27 de novembre de 2005 el seu recorregut des d'Olímpia, Grècia fins a la seu dels Jocs. Carregada per cents de voluntaris, la torxa va recórrer San Marino, Eslovènia, Àustria, Suïssa, les ciutats franceses de Grenoble i Albertville (seus prèvies dels Jocs Olímpics) i la Ciutat del Vaticà, on la va beneir Benet XVI. Després de rebre-la el 8 de desembre el president Carlo Azeglio Ciampi a Roma i de recórrer la majoria de les ciutats del país, la torxa va arribar a Torí el 10 de febrer a la cerimònia inaugural dels Jocs.

## Comitès participants

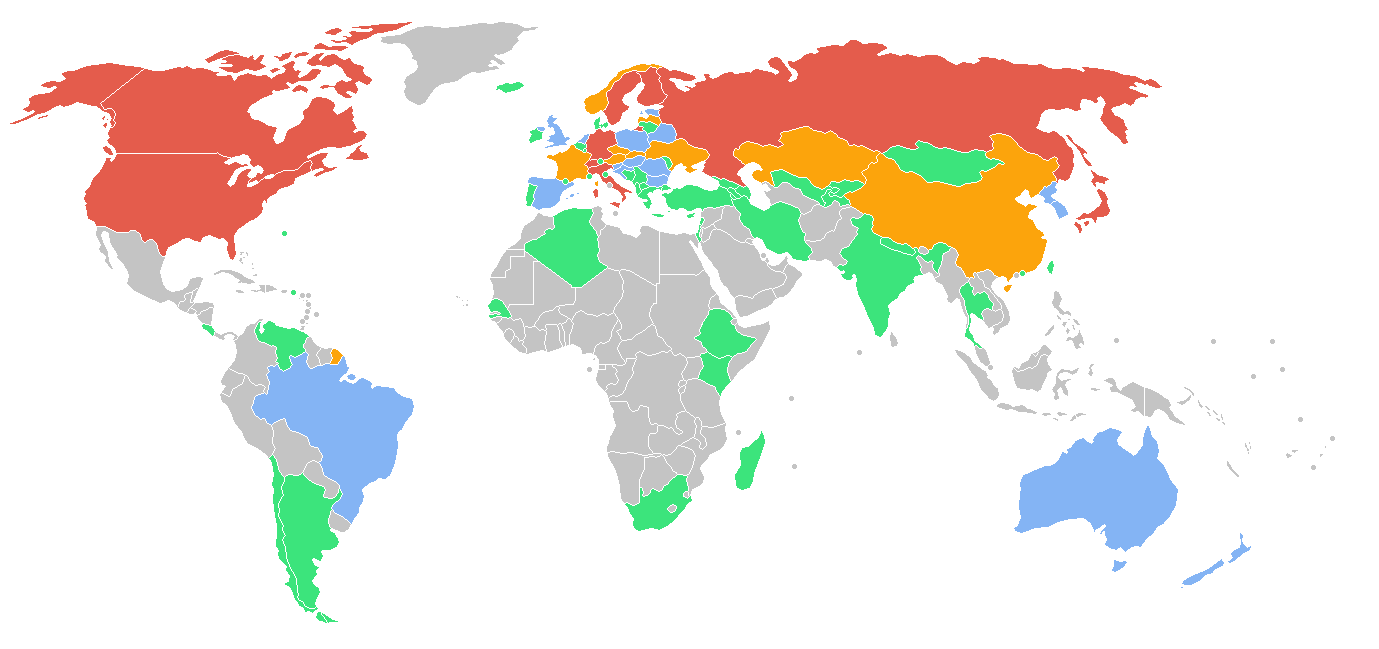
Mapa segons nombre d'atletes per països.

En aquests Jocs Olímpics participaren un total de 2.508 competidors, entre ells 1548 homes i 960 dones, de 80 comitès nacionals diferents. En aquests Jocs van participar per primera vegada Albània, Etiòpia i Madagascar; retornaren Algèria, Corea del Nord, Luxemburg, Portugal i el Senegal; i deixaren de participar Camerun, Fidji, Jamaica, Mèxic, Puerto Rico i Trinitat i Tobago. La dissolució de Iugoslàvia donà pas a la participació de Sèrbia i Montenegro.
Europa és el continent amb major nombre d'atletes i països participants amb un total de 42 representacions nacionals. El segueix Àsia amb un total de 19 països i Amèrica amb 8 països, dels quals 3 són de Nord-amèrica, 4 de Sud-amèrica i 1 d'Amèrica Central. Àfrica és el continent amb menor nombre d'atletes que representen els 5 països participants d'aquest continent. Finalment, Oceania és representat solament per dos països. La delegació més gran és la dels Estats Units amb 211 participants, seguida per la del Canadà amb 198 atletes, Itàlia amb 184 i Rússia amb 178 esportistes.
| Llista de CON participants | Llista de CON participants | Llista de CON participants | Llista de CON participants |
| --- | --- | --- | --- |
| - Albània (1) - Algèria (2) - Alemanya (164) - Andorra (3) - Argentina (9) - Armènia (5) - Austràlia (40) - Àustria (85) - Azerbaidjan (2) - Bèlgica (4) - Bermudes (1) - Belarús (28) - Bòsnia i Herc. (6) - Brasil (10) - Bulgària (21) - Canadà (196) - Corea del Nord (6) - Corea del Sud (40) - Costa Rica (1) - Croàcia (24) | - Dinamarca (5) - Eslovàquia (62) - Eslovènia (42) - Espanya (16) - Estats Units (211) - Estònia (28) - Etiòpia (1) - Finlàndia (102) - França (89) - Geòrgia (3) - Grècia (5) - Hong Kong (1) - Hongria (20) - Illes Verges Am. (1) - Índia (4) - Iran (5) - Irlanda (4) - Islàndia (5) - Israel (5) - Itàlia (184) | - Japó (112) - Kazakhstan (56) - Kenya (1) - Kirguizstan (1) - Letònia (58) - Líban (3) - Liechtenstein (6) - Lituània (9) - Luxemburg (1) - Macau (3) - Madagascar (1) - Moldàvia (7) - Mònaco (4) - Mongòlia (2) - Nepal (1) - Noruega (81) - Nova Zelanda (18) - Països Baixos (35) - Polònia (48) - Portugal (1) | - Regne Unit (40) - Txèquia (85) - Romania (25) - Rússia (190) - San Marino (1) - Senegal (2) - Sèrbia i Montenegro (6) - Sud-àfrica (3) - Suècia (112) - Suïssa (143) - Tadjikistan (1) - Tailàndia (1) - Turquia (6) - Ucraïna (53) - Uzbekistan (4) - Xile (9) - R.P. de la Xina (78) - Xina Taipei (1) - Xipre (1) - Veneçuela (1) |

## Seus
Els Jocs es realitzaren principalment a la ciutat de Torí i en alguns pobles menors ubicats als voltants de la Ciutat que tenen els centres d'esquí.

### Seus a la ciutat de Torí
- Oval Lingotto: Patinatge de velocitat
- Torino Esposizioni: Hoquei sobre gel
- Torino Palasport Olimpico: Hoquei sobre gel
- Stadio Olimpico: Cerimònies d'obertura i clausura
- Torino Palavela: Patinatge artístic i de pista curta

### Seus a les localitats menors
- Bardonecchia: Snowboard
- Cesana Torinese: Biatló (a San Sicario), esquí alpí femení (a San Sicario Fraiteve), bob, luge i tobogan (a Cesana Pariol)
- Pinerolo: Cúrling (a Palagiacchio)
- Pragelato: Combinat nòrdic, esquí de fons i salts d'esquí
- Sauze d'Oulx: Esquí acrobàtic
- Sestriere: Esquí alpí masculí

A més es van establir llocs d'entrenament a Chiomonte, Claviere i Prali, igual que a Torre Pellice per als esports de muntanya. D'altra banda, a les localitats de Bardonecchia, Sestriere i Torí són les encarregades d'acollir els milers de participants en les Viles Olímpiques.

## Esports

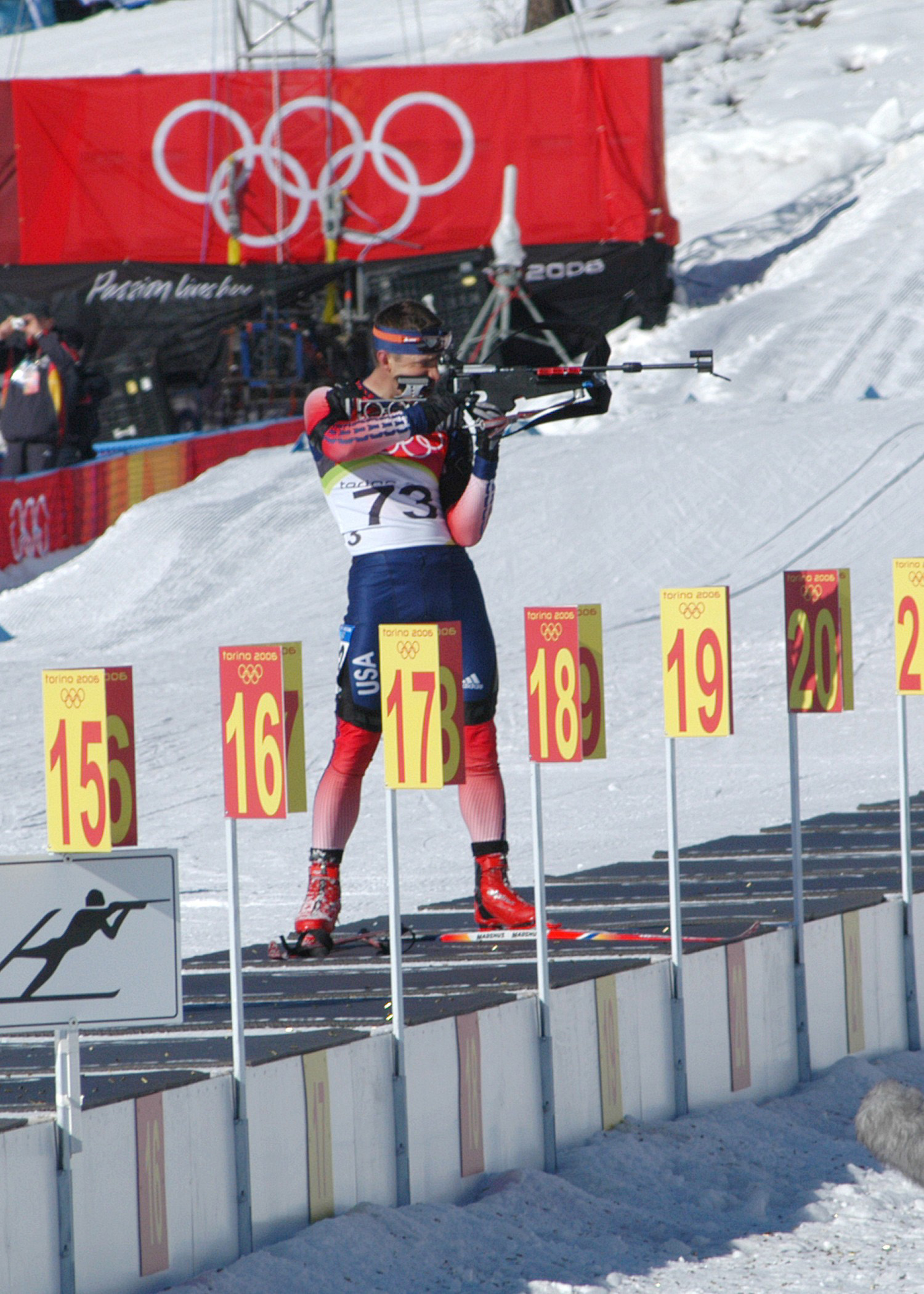
Biatló

Els Jocs de Torí 2006 van incloure 7 esports (15 disciplines) que atorgaren un total de 84 medalles.
| \| Esport \| Disciplina \| Seu \| \| ---------------- \| ------------------------------------- \| --------------------------------------- \| \| Esquí \| Combinada nòrdica \| Pragelato \| \| Esquí \| Esquí alpí \| Sestriere i San Sicario Fraiteve \| \| Esquí \| Esquí de fons \| Pragelato \| \| Esquí \| Esquí acrobàtic \| Sauze d'Oulx \| \| Esquí \| Salt amb esquís \| Pragelato \| \| Patinatge \| Patinatge artístic \| Palavela \| \| Patinatge \| Patinatge de velocitat sobre gel \| Oval Lingotto (Torí) \| \| Patinatge \| Patinatge de velocitat en pista curta \| Palavela \| \| Biatló \| Biatló \| Cesana San Sicario \| \| Cúrling \| Cúrling \| Palagiacchio, Pinerolo \| \| Bob \| Bob \| Cesana Pariol \| \| Bob \| Skeleton \| Cesana Pariol \| \| Bob \| Luge \| Cesana Pariol \| \| Hoquei sobre gel \| Hoquei sobre gel \| Torino Esposizione i Palasport Olímpico \| \| Surf de neu \| Surf de neu \| Bardonecchio \| |                                       |                                         |
| |                                       |                                         |
| Esport | Disciplina                            | Seu                                     |
| Esquí | Combinada nòrdica                     | Pragelato                               |
| Esquí | Esquí alpí                            | Sestriere i San Sicario Fraiteve        |
| Esquí | Esquí de fons                         | Pragelato                               |
| Esquí | Esquí acrobàtic                       | Sauze d'Oulx                            |
| Esquí | Salt amb esquís                       | Pragelato                               |
| Patinatge | Patinatge artístic                    | Palavela                                |
| Patinatge | Patinatge de velocitat sobre gel      | Oval Lingotto (Torí)                    |
| Patinatge | Patinatge de velocitat en pista curta | Palavela                                |
| Biatló | Biatló                                | Cesana San Sicario                      |
| Cúrling | Cúrling                               | Palagiacchio, Pinerolo                  |
| Bob | Bob                                   | Cesana Pariol                           |
| Bob | Skeleton                              | Cesana Pariol                           |
| Bob | Luge                                  | Cesana Pariol                           |
| Hoquei sobre gel | Hoquei sobre gel                      | Torino Esposizione i Palasport Olímpico |
| Surf de neu | Surf de neu                           | Bardonecchio                            |

## Desenvolupament

### Obertura

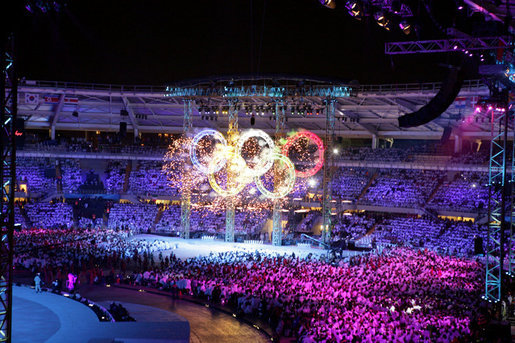
Imatge de les Anells Olímpics durant la cerimònia inaugural

La cerimònia inaugural es va realitzar el 10 de febrer a les 20:00 (CET; UTC+1) a l'Estadio Comunale de Torí, rebatejat com a Stadio Olimpico durant el desenvolupament del torneig. Centenars de ballarins van omplir el camp central del recinte esportiu per donar vida a uno dels esdeveniments més vistos en el món amb una audiència estimada en més de 2.000 milions de telespectadors al voltant del planeta. La història d'Itàlia, de la ciutat i els esports hivernals la van representar els ballarins davant un públic fervent. Al ritme de música dels anys 1980 es va realitzar la Desfilada de les Nacions mentre uns acròbates formaven la imatge d'un colom que representava la pau. Diversos artistes, com Luciano Pavarotti, Sofia Loren i Yoko Ono, van ser presents en la cerimònia que va assolir el seu moment culminant amb l'entrada de la Torxa Olímpica de la mà d'Alberto Tomba que la va lliurar a l'esquiadora Stefania Belmondo. amb les flames de la torxa. Belmondo encengué una sèrie de focs artificials que van encendre finalment el Peveter Olímpic.

### Calendari
- A - Cerimònia d'Obertura
- C - Cerimònia de Clausura
- F - Final

## Medaller
Deu comitès amb més medalles en els Jocs Olímpics de 2006. País amfitrió ressaltat.
| Jocs Olímpics d'hivern de 2006 | Jocs Olímpics d'hivern de 2006 | Jocs Olímpics d'hivern de 2006 | Jocs Olímpics d'hivern de 2006 | Jocs Olímpics d'hivern de 2006 | Anells Olímpics |
| Posició                        | CON                            | Or                             | Plata                          | Bronze                         | Total           |
| 1                              | Alemanya                       | 11                             | 12                             | 6                              | 29              |
| 2                              | Estats Units                   | 9                              | 9                              | 7                              | 25              |
| 3                              | Àustria                        | 9                              | 7                              | 7                              | 23              |
| 4                              | Rússia                         | 8                              | 6                              | 8                              | 22              |
| 5                              | Canadà                         | 7                              | 10                             | 7                              | 24              |
| 6                              | Suècia                         | 7                              | 2                              | 5                              | 14              |
| 7                              | Corea del Sud                  | 6                              | 3                              | 2                              | 11              |
| 8                              | Suïssa                         | 5                              | 4                              | 5                              | 14              |
| 9                              | Itàlia                         | 5                              | 0                              | 6                              | 11              |
| 10                             | França                         | 3                              | 2                              | 4                              | 9               |
| 10                             | Països Baixos                  | 3                              | 2                              | 4                              | 9               |

### Resultats
| Resultats per països als Jocs Olímpics d'hivern de 2006 | Resultats per països als Jocs Olímpics d'hivern de 2006 | Resultats per països als Jocs Olímpics d'hivern de 2006 | Resultats per països als Jocs Olímpics d'hivern de 2006 | Resultats per països als Jocs Olímpics d'hivern de 2006 | Resultats per països als Jocs Olímpics d'hivern de 2006 | Resultats per països als Jocs Olímpics d'hivern de 2006 | Resultats per països als Jocs Olímpics d'hivern de 2006 |
| No.                                                     | Dia                                                     | Hora*                                                   | Esport                                                  | Disciplina                                              |                                                         |                                                         |                                                         |
| ------------------------------------------------------- | ------------------------------------------------------- | ------------------------------------------------------- | ------------------------------------------------------- | ------------------------------------------------------- | ------------------------------------------------------- | ------------------------------------------------------- | ------------------------------------------------------- |
| 1                                                       | 11.02.06                                                | 13:00-15:00                                             | Biatló                                                  | 20 km ind. M                                            | Alemanya                                                | Noruega                                                 | Noruega                                                 |
| 2                                                       | 11.02.06                                                | 15:00-16:15                                             | Combinada nòrdica                                       | SN / 15 km ind. M                                       | Alemanya                                                | Austria                                                 | Noruega                                                 |
| 3                                                       | 11.02.06                                                | 15:30-18:50                                             | Patinatge de velocitat                                  | 5000 m M                                                | Estats Units                                            | Països Baixos                                           | Itàlia                                                  |
| 4                                                       | 11.02.06                                                | 19:00-20:20                                             | Esquí acrobàtic                                         | moguls F                                                | Canadà                                                  | Noruega                                                 | França                                                  |
| 5                                                       | 12.02.06                                                | 10:00-11:15                                             | Esquí de fons                                           | 15 km persecució F                                      | Estònia                                                 | Rep. Txeca                                              | Rússia                                                  |
| 6                                                       | 12.02.06                                                | 12:00-14:00                                             | Esquí alpí                                              | descens M                                               | França                                                  | Àustria                                                 | Suïssa                                                  |
| 7                                                       | 12.02.06                                                | 14:00-15:20                                             | Surf de neu                                             | halfpipe M                                              | Estats Units                                            | Estats Units                                            | Finlàndia                                               |
| 8                                                       | 12.02.06                                                | 13:45-15:30                                             | Esquí de fons                                           | 30 km persecució M                                      | Rússia                                                  | Noruega                                                 | Itàlia                                                  |
| 9                                                       | 12.02.06                                                | 16:30-19:00                                             | Patinatge de velocitat                                  | 3000 m F                                                | Països Baixos                                           | Països Baixos                                           | Canadà                                                  |
| 10                                                      | 12.02.06                                                | 19:05-20:00                                             | Salt amb esquís                                         | SN ind M                                                | Noruega                                                 | Finlàndia                                               | Noruega                                                 |
| 11                                                      | 12.02.06                                                | 18:30-20:10                                             | Luge                                                    | ind. M                                                  | Itàlia                                                  | Rússia                                                  | Letònia                                                 |
| 12                                                      | 12.02.06                                                | 20:55-22:15                                             | Patinatge de velocitat en pista curta                   | 1500 m M                                                | Corea del Sud                                           | Corea del Sud                                           | Xina                                                    |
| 13                                                      | 13.02.06                                                | 12:00-14:00                                             | Biatló                                                  | 15 km ind. F                                            | Rússia                                                  | Alemanya                                                | Rússia                                                  |
| 14                                                      | 13.02.06                                                | 14:00-15:20                                             | Surf de neu                                             | halfpipe F                                              | Estats Units                                            | Estats Units                                            | Noruega                                                 |
| 15                                                      | 13.02.06                                                | 16:00-19:00                                             | Patinatge de velocitat                                  | 500 m M                                                 | Estats Units                                            | Rússia                                                  | Corea del Sud                                           |
| 16                                                      | 13.02.06                                                | 19:00-23:00                                             | Patinatge artístic sobre gel                            | estil lliure parelles                                   | Rússia                                                  | Xina                                                    | Xina                                                    |
| 17                                                      | 14.02.06                                                | 10:00-11:40                                             | Esquí de fons                                           | sprint eqs. F                                           | Suècia                                                  | Canadà                                                  | Finlàndia                                               |
| 18                                                      | 14.02.06                                                | 10:40-12:20                                             | Esquí de fons                                           | sprint eqs. M                                           | Suècia                                                  | Noruega                                                 | Rússia                                                  |
| 19                                                      | 14.02.06                                                | 13:30-15:00                                             | Biatló                                                  | 10 km sprint M                                          | Alemanya                                                | Noruega                                                 | Noruega                                                 |
| 20                                                      | 14.02.06                                                | 16:00-19:00                                             | Patinatge de velocitat                                  | 500 m F                                                 | Rússia                                                  | Xina                                                    | Xina                                                    |
| 21                                                      | 14.02.06                                                | 18:00-19:30                                             | Luge                                                    | ind. F                                                  | Alemanya                                                | Alemanya                                                | Alemanya                                                |
| 22                                                      | 14.02.06                                                | 19:30-20:40                                             | Esquí alpí                                              | combinat M                                              | Estats Units                                            | Croàcia                                                 | Àustria                                                 |
| 23                                                      | 15.02.06                                                | 12:00-14:10                                             | Esquí alpí                                              | descens F                                               | Àustria                                                 | Suïssa                                                  | Suècia                                                  |
| 24                                                      | 15.02.06                                                | 15:00-16:20                                             | Combinada nòrdica                                       | SL / 4 x 5 eqs. M                                       | Àustria                                                 | Alemanya                                                | Finlàndia                                               |
| 25                                                      | 15.02.06                                                | 17:30-18:30                                             | Luge                                                    | doble M                                                 | Àustria                                                 | Alemanya                                                | Itàlia                                                  |
| 26                                                      | 15.02.06                                                | 17:30-18:50                                             | Esquí acrobàtic                                         | moguls M                                                | Austràlia                                               | Finlàndia                                               | Estats Units                                            |
| 27                                                      | 15.02.06                                                | 20:45-21:50                                             | Patinatge de velocitat en pista curta                   | 500 m F                                                 | Xina                                                    | Bulgària                                                | Canadà                                                  |
| 28                                                      | 16.02.06                                                | 10:00-11:45                                             | Esquí de fons                                           | 10 km ind. F                                            | Estònia                                                 | Noruega                                                 | Noruega                                                 |
| 29                                                      | 16.02.06                                                | 12:00-13:30                                             | Biatló                                                  | 7,5 km sprint F                                         | França                                                  | Suècia                                                  | Ucraïna                                                 |
| 30                                                      | 16.02.06                                                | 14:00-15:05                                             | Surf de neu                                             | camp a través M                                         | Estats Units                                            | Eslovàquia                                              | França                                                  |
| 31                                                      | 16.02.06                                                | 17:00-19:00                                             | Patinatge de velocitat                                  | persecució per eqs. F                                   | Alemanya                                                | Canadà                                                  | Rússia                                                  |
| 32                                                      | 16.02.06                                                | 17:00-19:00                                             | Patinatge de velocitat                                  | persecució per eqs. M                                   | Itàlia                                                  | Canadà                                                  | Països Baixos                                           |
| 33                                                      | 16.02.06                                                | 17:30-19:15                                             | Tobogan                                                 | ind. F                                                  | Suïssa                                                  | Regne Unit                                              | Canadà                                                  |
| 34                                                      | 16.02.06                                                | 19:00-23:20                                             | Patinatge artístic sobre gel                            | estil lliure M                                          | Rússia                                                  | Suïssa                                                  | Canadà                                                  |
| 35                                                      | 17.02.06                                                | 10:00-11:45                                             | Esquí de fons                                           | 15 km M                                                 | Estònia                                                 | Rep. Txeca                                              | Alemanya                                                |
| 36                                                      | 17.02.06                                                | 14:00-15:00                                             | Surf de neu                                             | camp a través F                                         | Suïssa                                                  | Estats Units                                            | Canadà                                                  |
| 37                                                      | 17.02.06                                                | 17:30-20:10                                             | Skeleton                                                | ind. M                                                  | Canadà                                                  | Canadà                                                  | Suïssa                                                  |
| 38                                                      | 17.02.06                                                | 19:30-20:50                                             | Esquí alpí                                              | combinat F                                              | Croàcia                                                 | Àustria                                                 | Suècia                                                  |
| 39                                                      | 18.02.06                                                | 09:45-11:00                                             | Esquí de fons                                           | relleu 4x5 km F                                         | Rússia                                                  | Alemanya                                                | Itàlia                                                  |
| 40                                                      | 18.02.06                                                | 11:00-12:40                                             | Esquí alpí                                              | súper G M                                               | Noruega                                                 | Àustria                                                 | Suïssa                                                  |
| 41                                                      | 18.02.06                                                | 12:30-13:30                                             | Biatló                                                  | 10 km persecució F                                      | Alemanya                                                | Alemanya                                                | Rússia                                                  |
| 42                                                      | 18.02.06                                                | 14:30-15:30                                             | Biatló                                                  | 12,5 km persecució M                                    | França                                                  | Noruega                                                 | Alemanya                                                |
| 43                                                      | 18.02.06                                                | 17:00-19:00                                             | Patinatge de velocitat                                  | 1000 m M                                                | Estats Units                                            | Estats Units                                            | Països Baixos                                           |
| 44                                                      | 18.02.06                                                | 18:00-20:00                                             | Salts amb esquís                                        | SL ind. M                                               | Àustria                                                 | Àustria                                                 | Noruega                                                 |
| 45                                                      | 18.02.06                                                | 19:30-22:20                                             | Patinatge de velocitat en pista curta                   | 1500 m F                                                | Corea del Sud                                           | Corea del Sud                                           | Xina                                                    |
| 46                                                      | 18.02.06                                                | 19:30-22:20                                             | Patinatge de velocitat en pista curta                   | 1000 m M                                                | Corea del Sud                                           | Corea del Sud                                           | Estats Units                                            |
| 47                                                      | 19.02.06                                                | 10:00-12:00                                             | Esquí de fons                                           | relleus 4x10 km M                                       | Itàlia                                                  | Alemanya                                                | Suècia                                                  |
| 48                                                      | 19.02.06                                                | 12:00-13:55                                             | Esquí alpí                                              | súper G F                                               | Àustria                                                 | Croàcia                                                 | Àustria                                                 |
| 49                                                      | 19.02.06                                                | 17:00-19:00                                             | Patinatge de velocitat                                  | 1000 m F                                                | Països Baixos                                           | Canadà                                                  | Alemanya                                                |
| 50                                                      | 19.02.06                                                | 17:30-20:15                                             | Bob                                                     | doble M                                                 | Alemanya                                                | Canadà                                                  | Suïssa                                                  |
| 51                                                      | 20.02.06                                                | 13:00-14:40                                             | Esquí alpí                                              | gran eslàlom M                                          | Àustria                                                 | França                                                  | Àustria                                                 |
| 52                                                      | 20.02.06                                                | 18:00-20:15                                             | Salt amb esquís                                         | SL eqs. M                                               | Àustria                                                 | Finlàndia                                               | Noruega                                                 |
| 53                                                      | 20.02.06                                                | 20:30-23:10                                             | Hoquei sobre gel                                        | F                                                       | Canadà                                                  | Suècia                                                  | Estats Units                                            |
| 54                                                      | 20.02.06                                                | 19:00-23:20                                             | Patinatge artístic sobre gel                            | dansa parelles                                          | Rússia                                                  | Estats Units                                            | Ucraïna                                                 |
| 55                                                      | 21.02.06                                                | 12:00-13:55                                             | Biatló                                                  | relleus 4x7,5 km M                                      | Alemanya                                                | Rússia                                                  | França                                                  |
| 56                                                      | 21.02.06                                                | 14:00-14:50                                             | Combinada nòrdica                                       | SL / 7,5 km esprint M                                   | Àustria                                                 | Noruega                                                 | Alemanya                                                |
| 57                                                      | 21.02.06                                                | 16:00-18:30                                             | Patinatge de velocitat                                  | 1500 m M                                                | Itàlia                                                  | Estats Units                                            | Estats Units                                            |
| 58                                                      | 21.02.06                                                | 17:30-19:40                                             | Bob                                                     | doble F                                                 | Alemanya                                                | Estats Units                                            | Itàlia                                                  |
| 59                                                      | 22.02.06                                                | 12:30-14:40                                             | Esquí de fons                                           | 1,5 km esprint F                                        | Canadà                                                  | Alemanya                                                | Rússia                                                  |
| 60                                                      | 22.02.06                                                | 12:30-14:40                                             | Esquí de fons                                           | 1,5 km esprint M                                        | Suècia                                                  | França                                                  | Suècia                                                  |
| 61                                                      | 22.02.06                                                | 13:00-14:50                                             | Surf de neu                                             | eslàlom gegant M                                        | Suïssa                                                  | Suïssa                                                  | Àustria                                                 |
| 62                                                      | 22.02.06                                                | 17:45-19:15                                             | Esquí alpí                                              | eslàlom F                                               | Suècia                                                  | Àustria                                                 | Àustria                                                 |
| 63                                                      | 22.02.06                                                | 17:00-19:15                                             | Patinatge de velocitat                                  | 1500 m F                                                | Canadà                                                  | Canadà                                                  | Països Baixos                                           |
| 64                                                      | 22.02.06                                                | 18:45-20:35                                             | Esquí acrobàtic                                         | aeris F                                                 | Suïssa                                                  | Xina                                                    | Austràlia                                               |
| 65                                                      | 22.02.06                                                | 19:30-21:20                                             | Patinatge de velocitat en pista curta                   | relleus 3000 m F                                        | Corea del Sud                                           | Canadà                                                  | Itàlia                                                  |
| 66                                                      | 23.02.06                                                | 12:00-13:50                                             | Biatló                                                  | relleus 4x6 km F                                        | Rússia                                                  | Alemanya                                                | França                                                  |
| 67                                                      | 23.02.06                                                | 14:00-15:50                                             | Surf de neu                                             | eslàlom gegant F                                        | Suïssa                                                  | Alemanya                                                | Estats Units                                            |
| 68                                                      | 23.02.06                                                | 18:30-20:20                                             | Esquí acrobàtic                                         | aeris M                                                 | Xina                                                    | Belarús                                                 | Rússia                                                  |
| 69                                                      | 23.02.06                                                | 17:30-20:45                                             | Cúrling                                                 | F                                                       | Suècia                                                  | Suïssa                                                  | Canadà                                                  |
| 70                                                      | 23.02.06                                                | 19:00-23:00                                             | Patinatge artístic sobre gel                            | estil lliure F                                          | Japó                                                    | Estats Units                                            | Rússia                                                  |
| 71                                                      | 24.02.06                                                | 11:30-13:25                                             | Esquí de fons                                           | 30 km sal. en grup F                                    | Rep. Txeca                                              | Rússia                                                  | Polònia                                                 |
| 72                                                      | 24.02.06                                                | 13:00-14:40                                             | Esquí alpí                                              | gran eslàlom F                                          | Estats Units                                            | Finlàndia                                               | Suècia                                                  |
| 73                                                      | 24.02.06                                                | 15:00-18:20                                             | Patinatge de velocitat                                  | 10.000 m M                                              | Països Baixos                                           | Estats Units                                            | Països Baixos                                           |
| 74                                                      | 24.02.06                                                | 17:30-20:40                                             | Cúrling                                                 | M                                                       | Canadà                                                  | Finlàndia                                               | Estats Units                                            |
| 75                                                      | 25.02.06                                                | 10:00-11:00                                             | Biatló                                                  | 15 km sal. en grup M                                    | Alemanya                                                | Polònia                                                 | Noruega                                                 |
| 76                                                      | 25.02.06                                                | 12:00-13:00                                             | Biatló                                                  | 12,5 km sal. en grup F                                  | Suècia                                                  | Alemanya                                                | Alemanya                                                |
| 77                                                      | 25.02.06                                                | 16:30-18:25                                             | Patinatge de velocitat                                  | 5000 m F                                                | Canadà                                                  | Alemanya                                                | Canadà                                                  |
| 78                                                      | 25.02.06                                                | 16:30-19:50                                             | Esquí alpí                                              | eslàlom M                                               | Àustria                                                 | Àustria                                                 | ]Àustria                                                |
| 79                                                      | 25.02.06                                                | 17:30-20:35                                             | Bob                                                     | quatre M                                                | Alemanya                                                | Rússia                                                  | Suïssa                                                  |
| 80                                                      | 25.02.06                                                | 19:30-20:50                                             | Patinatge de velocitat en pista curta                   | 500 m M                                                 | Estats Units                                            | Canadà                                                  | Corea del Sud                                           |
| 81                                                      | 25.02.06                                                | 19:45-21:10                                             | Patinatge de velocitat en pista curta                   | 1000 m F                                                | Corea del Sud                                           | Xina                                                    | Xina                                                    |
| 82                                                      | 25.02.06                                                | 21:20-22:00                                             | Patinatge de velocitat en pista curta                   | relleus 5000 m M                                        | Corea del Sud                                           | Canadà                                                  | Estats Units                                            |
| 83                                                      | 26.02.06                                                | 10:00-12:45                                             | Esquí de fons                                           | 50 km M                                                 | Itàlia                                                  | Rússia                                                  | Àustria                                                 |
| 84                                                      | 26.02.06                                                | 14:00-16:40                                             | Hoquei sobre gel                                        | M                                                       | Suècia                                                  | Finlàndia                                               | Rep. Txeca                                              |

- (*) hora local de Torí (UTC+1)
- M - masculí
- F - femení
- SN - salt normal
- SL - salt llarg

### Medallistes més guardonats
Categoria masculina
| Nom            | CON           | Disciplina               | Or | Plata | Bronze | Total |
| An Hyeon-Su    | Corea del Sud | Patinatge en pista curta | 3  | 0     | 1      | 4     |
| Michael Greis  | Alemanya      | Biatló                   | 3  | 0     | 0      | 3     |
| Felix Gottwald | Àustria       | Combinada nòrdica        | 2  | 1     | 0      | 3     |
| Sven Fischer   | Alemanya      | Biató                    | 2  | 0     | 1      | 3     |
| Enrico Fabris  | Itàlia        | Patinatge de velocitat   | 2  | 0     | 1      | 3     |

Categoria femenina
| Nom             | CON             | Disciplina               | Or | Plata | Bronze | Total |
| Cindy Klassen   | Canadà          | Patinatge de velocitat   | 1  | 2     | 2      | 5     |
| Jin Seon-Yu     | Corea del Sud   | Patinatge en pista curta | 3  | 0     | 0      | 3     |
| Kati Wilhelm    | Alemanya        | Biatló                   | 1  | 2     | 0      | 3     |
| Wang Meng       | R.P. de la Xina | Patinatge en pista curta | 1  | 1     | 1      | 3     |
| Albina Akhatova | Rússia          | Biatló                   | 1  | 0     | 2      | 3     |
| Anja Pärson     | Suècia          | Esquí alpí               | 1  | 0     | 2      | 3     |